# Arros (Automarke)
Arros war eine französische Automarke.

## Unternehmensgeschichte
Das Unternehmen F. Couillens et Fils aus Plaisance (Gers) stellte Automobile her, die als Arros vermarktet wurden. Die Produktion fand entweder nur 1906 oder von 1911 bis 1915 statt.

## Fahrzeuge
Das einzige Modell war ein Kleinwagen. Für den Antrieb sorgte ein Motor mit 6 PS Leistung. Die offene Karosserie bot Platz für zwei Personen.